# Pé cavo

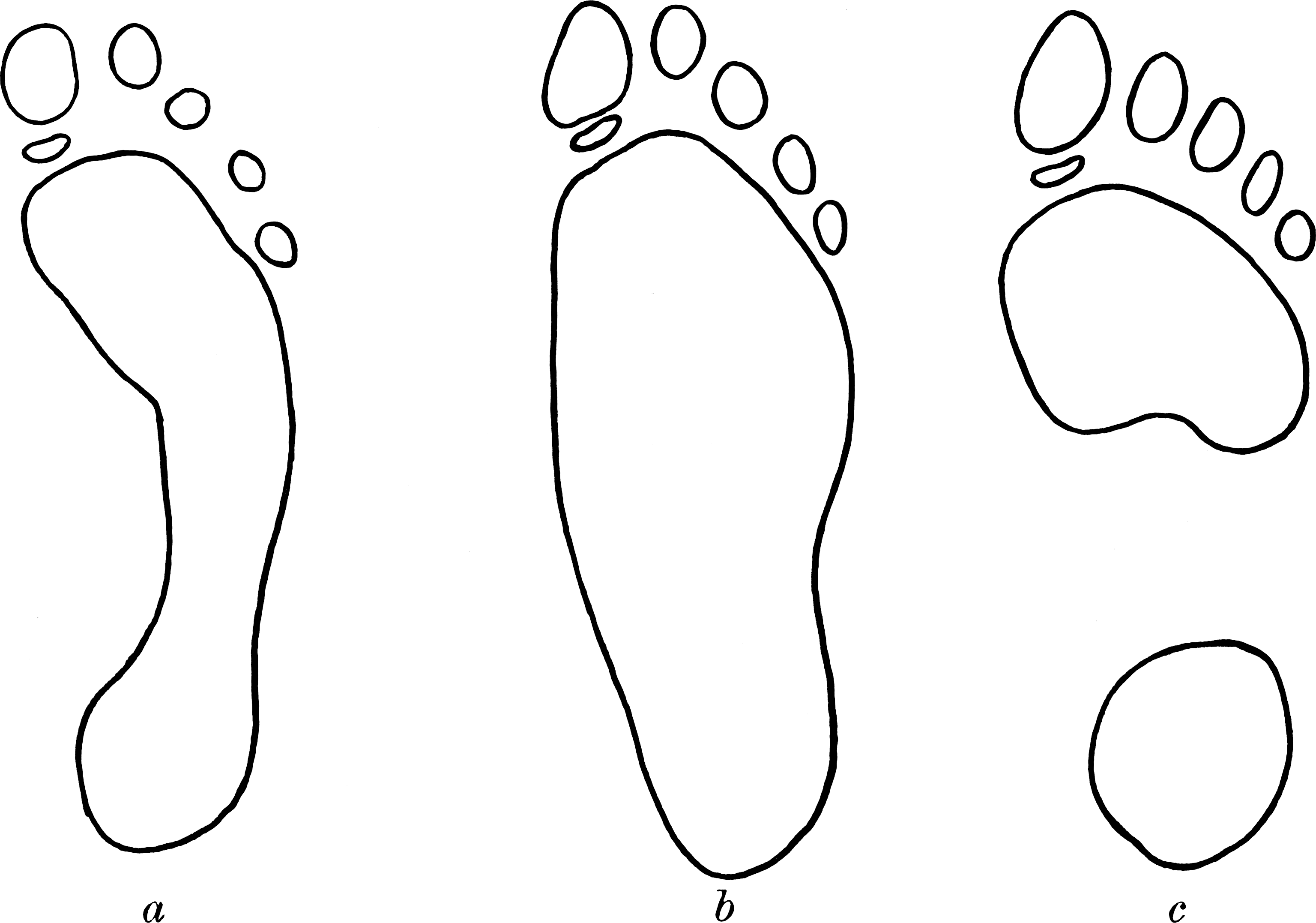
Pegadas típicas: à esquerda, um pé normal; no centro um pé plano e à direita, o pé cavo

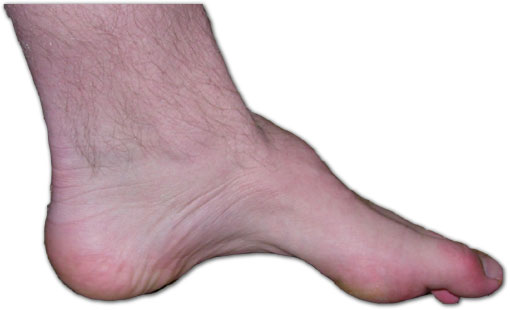
Imagem de um pé com a deformidade

Pé cavo é uma designação usada na área da saúde (ortopedia, podologia e fisioterapia) para designar a deformidade do pé onde há um aumento da curvatura do arco interno do pé (arco longitudinal medial).

## Descrição
O Pé cavo é oposto de pé chato, ou seja, quando ocorre um abatimento da arcada plantar dos pés. Ocorre com muito menor freqüência que este.
A sua causa pode ser neurológica, ortopédica ou neuromuscular.
Ao contrário da maioria dos casos de pés chatos, os pés cavos podem ser dolorosos, manifestando-se a nível anterior devido à compressão dos metatarsos (metatarsalgia), a nível posterior devido à pressão exercida no calcâneo (talalgia) e a nível do mediopé na fáscia plantar (fasceite plantar que pode originar esporão de calcâneo).
Pessoas com pés cavos têm dificuldades para encontrar sapatos que lhes sirvam, e ainda podem requerer o uso de palmilhas para uma melhor sustentação.

## Tratamento
O tratamento cirúrgico é indicado apenas nos casos mais graves, onde a dor é muito grande, pois as operações disponíveis são bastante difíceis.
O uso de palmilhas indicadas por profissionais habilitados, após um estudo biomecânico completo, é o tratamento conservador mais comum no combate à dor e no restabelecimento da qualidade de vida do paciente com Pé Cavo. As palmilhas podem ser feitas através do molde plantar ou não.